# 长屋王之变
长屋王之变（日语：／／ Nagayaōnohen）是日本奈良时代初期729年2月发生的政变，被认为是藤原氏和圣武天皇为了除掉皇室派重臣长屋王而策划的政治事件。

## 背景

### 辛巳事件
724年2月4日，年满24岁的皇太子首皇子从元正天皇手中接过皇位，成为圣武天皇。与此同时，作为皇室派重臣的长屋王从從二位右大臣晋升为正二位左大臣。两天后，圣武天皇下达一道圣旨，将自己的生母藤原宮子尊称为“大夫人”，這是天皇第一次向屬於臣籍身份者授予属于皇室的封號。但是长屋王对圣武天皇这一道圣旨表示反对，迫使圣武天皇重新下了一道圣旨，推翻之前的圣旨，将藤原宮子的尊称改为“皇太夫人”这起事件被称为辛巳事件，被认为是圣武天皇和藤原家族对长屋王不满的原因之一。

### 基皇子的夭折
727年闰九月，藤原四兄弟的妹妹藤原光明子生下基皇子，圣武天皇大喜，除了大赦、赏赐外，圣武天皇还举行多次佛事为基皇子祈愿。但是基皇子却在728年夭折，在基皇子夭折后，长屋王的表示和行动，目前不得而知，然而次年却发生了长屋王之变，基皇太子的夭折成为圣武天皇除去长屋王的藉口。

## 事件经过
据《续日本纪》记载，事件发生于公元729年2月，漆部君足和中臣宮处東人表示：“左大臣長屋王学习左道之术，企图颠覆国家。”当夜，朝廷发动平城京的武装力量包围長屋王宅邸。隔日巳時舍人親王、新田部親王等人被派往長屋王邸向長屋王问罪，问罪的过程未有记录留存。
第三天，長屋王被迫自杀。他的妻子吉備内親王，以及吉備内親王的儿子膳夫王、桑田王、葛木王、鉤取王也都被迫自杀。長屋王自杀后的次日，圣武天皇派使者将長屋王和吉備内親王的遗体埋葬在生駒山。圣武天皇下诏说：“吉備内親王无罪。按照丧葬令的例子下葬。但是，不要吹奏丧葬令规定的乐器。将長屋王邸的家司释放。長屋王已为自己所犯的罪行受到惩罚，所以即使是罪人也不应该让他的葬礼蒙羞。” 
此外，圣武天皇还以長屋王为例，向全国各地下达了一道圣旨：“不得让三人以上聚在一起密谋”，并追溯至長屋王被迫自杀当日开始实施。之后，另有七人因与長屋王关系密切而被流放，还有90人获释。長屋王的兄弟姐妹、子孙、妾均被赦免，其年幼者给与辅助。平城京的犯大罪者也得到赦免，农户因長屋王的政策而被征用的杂役也被免除，作为朝廷铲除叛乱者的庆祝。告密者漆部君足和中臣宮処東人则被授予品秩和食户。

## 后续
长屋王之变后担任京職的藤原麻吕赠送了一只在泉川发现的龟壳，龟壳上有“天王貴平知百年”的图案。”以此为契机，圣武天皇将年号神龟6年改为天平元年，藤原光明子被封为皇后 。然而，天平初年天灾频发，圣武天皇多次下诏罪己。735年，天花在太宰府爆发并传播，从736年到737年在平城京肆虐，藤原四兄弟相继病逝，被称为天平疫病大流行。
737年10月，圣武天皇现身平城宫南苑，授予長屋王子嗣安宿王、黃文王等人品秩，据推测这次封授是为了安抚長屋王的亡灵，因为人们认为疫病是長屋王亡灵的诅咒。此外， 736年光明皇后曾经抄写《五月一日经》，极有可能是为了向長屋王赎罪。
事发10年后，738年秋，兵庫寮的大伴子虫杀死长屋王之变的告密者中臣宮处東人。大伴子虫曾经侍奉长屋王，受到很好的待遇。这时，他恰好被任命与东人同在兵庫寮任职，一日他们在一起下围棋，话锋一转提及长屋王，大伴子虫便怒骂起来，最后拔剑砍死了東人。在《续日本纪》编写的年代长屋王之变已经被视为一起诬告事件 。

## 主谋者
一直以来藤原四兄弟被认为是長屋王之變的主谋者，藤原氏本来不急着铲除長屋王，但是在基皇子去世的同年圣武天皇的侧室生下安積親王，如果安積親王即位将会威胁藤原氏的外戚地位，因此除掉反对立藤原光明子为皇后的長屋王成为藤原四兄弟的首要目标。而且由于長屋王在朝廷的权势声望极高，很有可能成为太政大臣，届时藤原氏在朝廷的地位将进一步缩减。
但是1980年代发现的長屋王邸中出土的長屋王家木簡给事件主谋者问题带来不一样的解释，认为事件实际上是圣武天皇主谋。由于長屋王的父母都是皇室，而圣武天皇的母亲却是藤原氏，因此長屋王的血统正当性优于圣武天皇，長屋王一系也一直接受特殊的待遇，而在基皇子去世后，長屋王与吉備内親王的子嗣更是有极高的机会成为天皇，因此无论長屋王是否有谋反动机，圣武天皇都有必要除掉長屋王与吉備内親王的子嗣，而長屋王其他妾室的子嗣没有被牵连，也证明圣武天皇的目标只有長屋王与吉備内親王的子嗣。